# Carenochyrus
Carenochyrus is een geslacht van kevers uit de familie van de loopkevers (Carabidae). De wetenschappelijke naam van het geslacht is voor het eerst geldig gepubliceerd in 1874 door Solsky.

## Soorten
Het geslacht Carenochyrus is monotypisch en omvat slechts de volgende soort:
- Carenochyrus titanus Solsky, 1874